# Pachycerianthus insignis
Espèce
Pachycerianthus insignis est une espèce de la famille des Cerianthidae.

## Systématique
Le nom valide complet (avec auteur) de ce taxon est Pachycerianthus insignis Carlgren, 1951.

## Publication originale
- Carlgren, O. (1951). The actinian fauna of the Gulf of California. Proceedings of the United States National Museum. 101 (3282):415-449.